# Nevėžio žemupys II
Nevėžio žemupys II este o arie protejată (sit de importanță comunitară — SCI) din Lituania întinsă pe o suprafață de 255,34 ha, integral pe uscat.

## Localizare
Centrul sitului Nevėžio žemupys II este situat la coordonatele 55°03′29″N 23°47′31″E / 55.058°N 23.7919°E.

## Înființare
Situl Nevėžio žemupys II a fost declarat sit de importanță comunitară în septembrie 2021 pentru a proteja 1 specie de animale.

## Biodiversitate
Situată în ecoregiunea boreală, aria protejată conține 5 habitate naturale: Lacuri eutrofice naturale cu vegetație de tip Magnopotamion sau Hydrocharition, Liziere de ierburi înalte hidrofile de câmpie și de nivel montan până la alpin, Fânețe de joasă altitudine (Alopecurus pratensis, Sanguisorba officinalis), Păduri caducifoliate bătrâne naturale hemiboreale fino-scandinave (Quercus, Tilia, Acer, Fraxinus sau Ulmus) bogate în specii epifite, Păduri pe pante, grohotișuri și ravene de Tilio-Acerion.
La baza desemnării sitului se află o specie protejată de  nevertebrate: Graphoderus bilineatus.